# Connaisseur

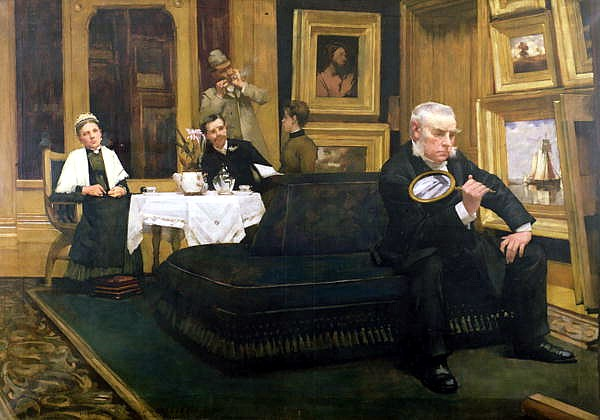
Un connaisseur estudiando una pintura, de Henry Herbert La Thangue, 1887.

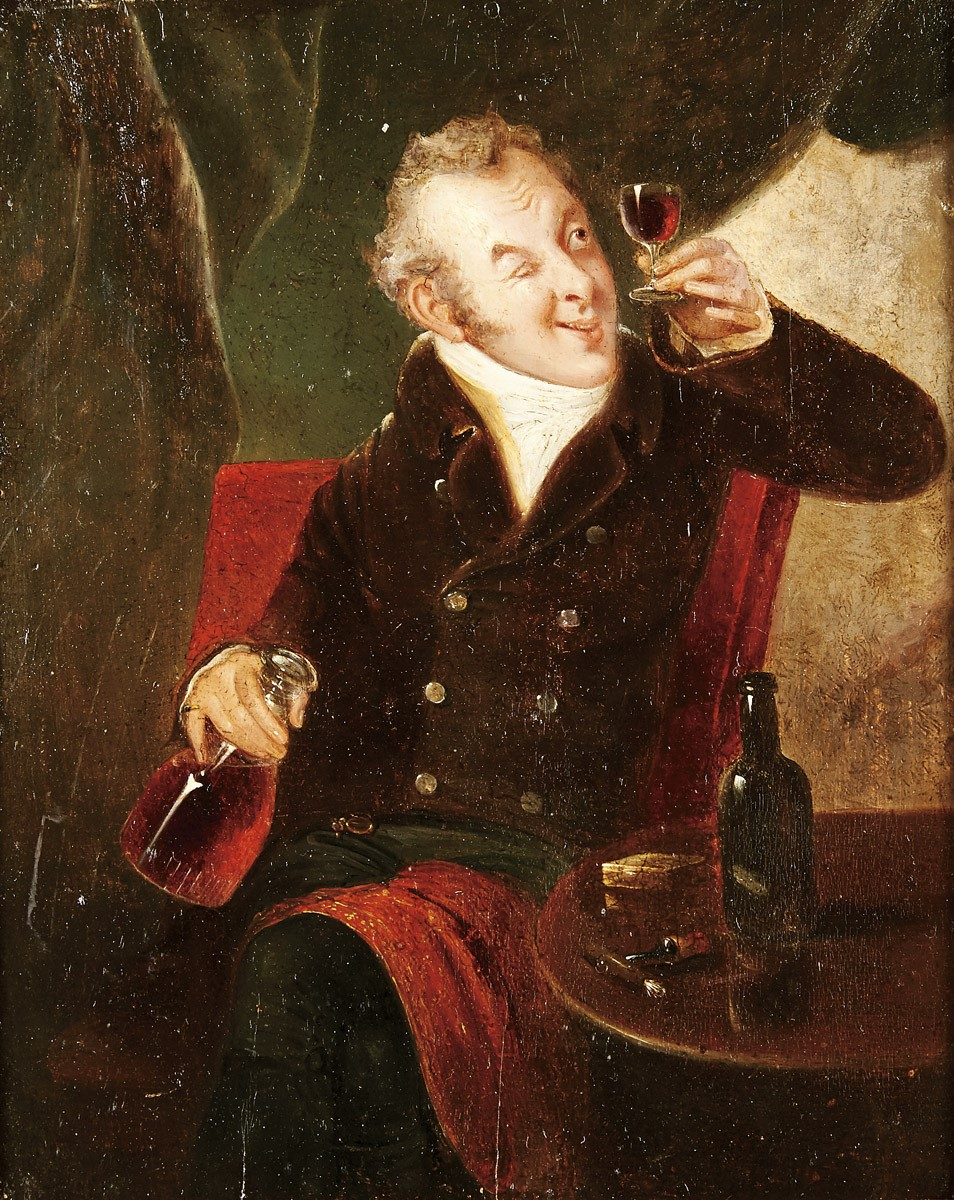
Catando el vino, escuela inglesa,.

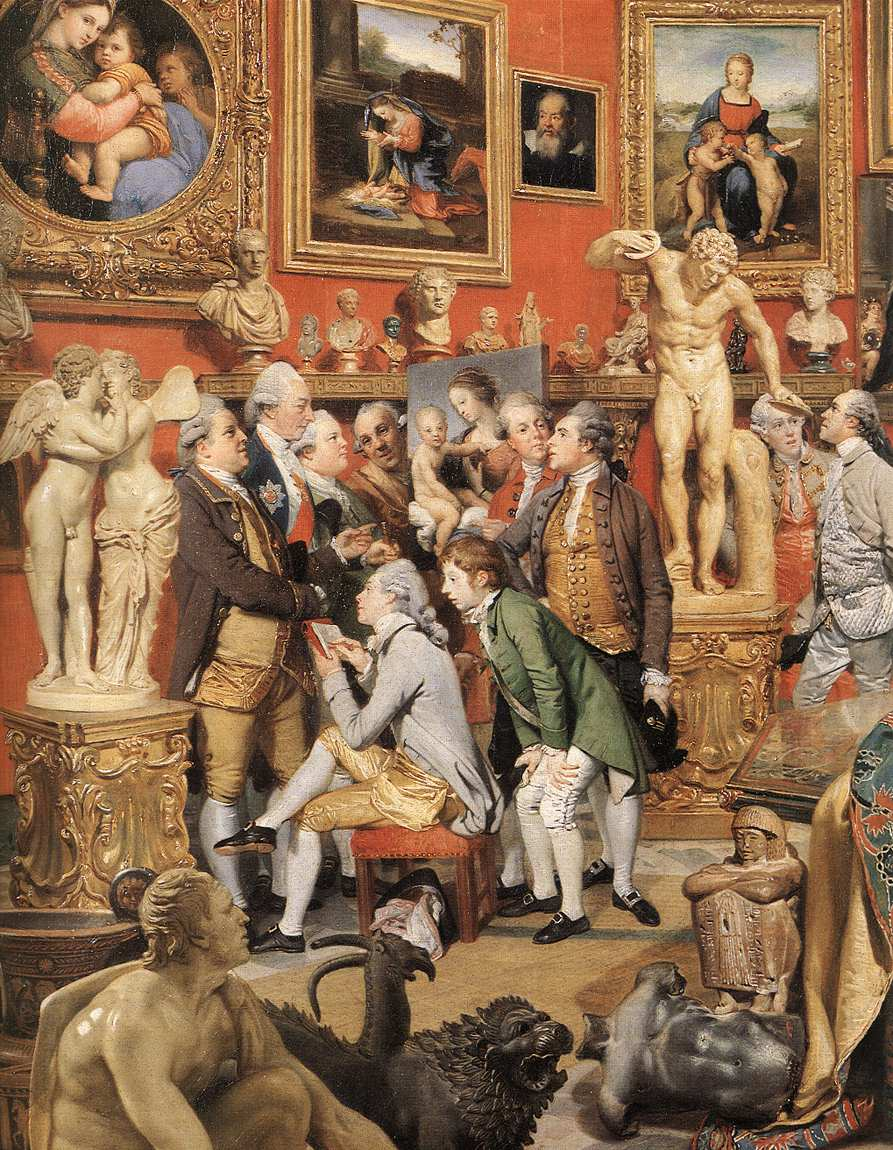
Detalle de La tribuna de los Uffizi, de Johann Zoffany, 1772-1778.

Connaisseur ("conocedor" en lengua francesa) es un especialista del gusto en un dominio dado, particularmente en bellas artes, en gastronomía y en enología. El juicio crítico de los connaisseurs está basado en la condición de experto que les da su erudición y experiencia, además de una panoplia de habilidades no necesariamente objetivas, destacando la intuición, aspectos sensoriales y una particular relación con el placer; que les permiten distinguir calidades y estilos y establecer atribuciones de autoría, procedencia o datación (sea de un fragmento literario, de una escultura o de un vino). No necesariamente ejercen profesiones regladas o pertenecen a ámbitos científicos (como las instituciones académicas y universitarias), y pueden ser simples aficionados (amateurs). Tanto unos como otros pueden encontrarse en los ámbitos de la crítica de arte, la crítica enológica o la crítica gastronómica, los museos, los grandes restaurantes y bodegas, tanto entre los espectadores o clientes (gourmet) como entre los que gestionan el producto (galeristas, comisarios, chefs, sumilleres, etc.) Erwin Panofsky indica en Meaning in the Visual Arts (1955): "el connoisseur puede ser definido como un lacónico historiador del arte, y el historiador del arte como un  locuaz connoisseur".

## Diletante
El DRAE define de una manera muy similar la palabra "diletante", derivada de la italiana dilettante ("que se deleita"):  "Conocedor de las artes o aficionado a ellas", aunque indica que, para otras dos acepciones, se utiliza en sentido peyorativo: "Que cultiva algún campo del saber, o se interesa por él, como aficionado y no como profesional", o cualquier actividad "de manera superficial y esporádica".
En 1739 se fundó en Londres la Society of Dilettanti.
Las palabras cognoscente y dilettante (en plural cognoscenti y dilettanti) se utilizan de forma similar; la primera de ellas exactamente con el mismo origen y significado que connaisseur o "conocedor", mientras que la segunda con el significado de amateur o aficionado. Deriva del verbo dilettare ("deleitarse"), del latín delectare ("seducir", "dar placer"), frecuentativo de delicere ("atraer", "tentar"); originalmente el concepto "dilettante", como el de "amateur" no tenían connotaciones negativas, pero las adquirieron desde finales del siglo XVIII, al oponerse en el uso al concepto "profesional".

## Ejemplos notables
Algunos notables ejemplos de connaisseur en ámbitos artísticos fueron:
Giovanni Morelli (1816-1891), historiador del arte italiano conocido por su método de atribución basado en el análisis de obras de arte, conocido como "método del conocedor". Este método se basa en plasmar la idea de los pequeños detalles y las características específicas de determinadas obras, como detalles anatómicos, rasgos faciales, manos, pies, ropa, etc., constituyendo una fuente reveladora y confiable para determinar la autoría de los elementos más generales. Morelli además sostenía que los detalles "insignificantes" o aparentemente secundarios de una obra de arte eran más difíciles de imitar que los rasgos estilísticos más evidentes. Creía que los artistas, incluso al intentar cambiar sus estilos, no podían evitar dejar su "huella" en ciertos detalles específicos.
Por ejemplo, en el caso de pinturas, Morelli se enfoca en detalles como las orejas, las uñas, las manos y otros elementos anatómicos más que en la composición general. Creía que estos detalles más específicos eran más difíciles de copiar y proporcionaban pistas más seguras sobre la autoría de una obra. Otros historiadores del arte que destacan en el desarrollo de este método son:
Bernard Berenson (1865–1959): fue un destacado historiador del arte y estrecho colaborador de Morelli. Adoptó y extendió el método del conocedor en sus propias atribuciones de obras de arte italianas. Su obra "Italian Painters of the Renaissance" es una referencia importante en este contexto.
Roberto Longhi (1890–1970): Este historiador del arte italiano continuó la tradición de Morelli y Berenson en el análisis de detalles específicos en obras de arte. Longhi se especializó en el arte italiano y contribuyó al estudio de varios artistas italianos, aplicando el método del conocedor en sus investigaciones.
Hermann Voss (1884–1969): Voss, historiador del arte alemán, también adoptó el método del conocedor en sus estudios sobre el arte italiano y la atribución de obras a artistas específicos. Su obra "Die Malerei der Renaissance in Italien" es conocida en este contexto.
Estos historiadores del arte siguieron la tradición establecida por Morelli al enfocarse en detalles específicos de las obras de arte para identificar la mano de un artista. Aunque el método del conocedor ha sido objeto de críticas y debates, ha influido en el enfoque analítico de la historia del arte y ha contribuido a la atribución de obras a artistas específicos.

## Etimología
La palabra "connaisseur" se utilizaba antes de 1835 con la ortografía "connoisseur". De manera similar, en francés medieval se utilizaba el verbo "connoistre" ("conocer algo o a alguien"), que da lugar a "connaître" en francés actual. Es de origen francés y tiene una etimología que se remonta al latín. La evolución de la palabra se puede seguir de la siguiente manera:
Connoisseur (francés): La palabra francesa "connaisseur" significa "conocedor" o "experto". Se utiliza para describir a alguien que tiene un conocimiento profundo y aprecio en un campo específico, como el arte, la música, el vino u otros aspectos culturales.
Connaître (francés): La raíz de "connaisseur" proviene del verbo francés "connaître", que significa "conocer". Este verbo tiene sus raíces en el latín "cognoscere", que también significa "conocer" o "entender".
Cognoscere (latín): El término latino "cognoscere" es una combinación de "com-" (junto) y "gnoscere" (saber). Así, en latín, significa "llegar a saber" o "conocer".
La palabra "connaisseur" deriva del francés, que a su vez tiene sus raíces en el latín "cognoscere". Originalmente, se utilizaba para describir a personas conocedoras y expertas en el ámbito artístico y cultural. La palabra ha sido adoptada en varios idiomas, incluido el inglés, para referirse a alguien con un profundo conocimiento y aprecio en un campo específico.

## Ejemplos de uso
... el título de connoisseur en ese arte [la pintura] es al presente el pasaporte más seguro para cualquier sociedad a la moda; encoger los hombros a tiempo, una actitud admirativa y uno o dos tonos exóticos de exclamación son suficientes cualificaciones para que hombres de bajo origen alcancen aceptación.
Oliver Goldsmith, 1760.

... los connoisseurs de arte dicen que los historiadores de arte escriben acerca de lo que no entienden; por su parte, los historiadores de arte menosprecian a los connoisseurs, y solo los ven como criados que reúnen materiales para ellos, pero que por sí mismos no tienen el menor conocimiento de la fisiología del arte.
Giovanni Morelli, 1890.

La palabra "connaisseur" se utiliza para describir a alguien que tiene un conocimiento profundo y experiencia en un campo particular, especialmente en áreas relacionadas con el arte, la música, la gastronomía, el vino o cualquier otra forma de apreciación cultural. Se pronuncia como "con-es-sur" en francés.
Se utiliza para elogiar a alguien que no solo tiene conocimientos superficiales, sino una comprensión profunda y aprecio por los detalles y la calidad en un área específica.

## The Connoisseur
The Connoisseur fue un periódico británico publicado entre 1754 y 1756 por George Colman el Viejo y el parodista Bonnell Thornton; y una revista británica de bellas artes, mobiliario y coleccionismo, publicada entre 1901 y 1992, con una edición estadounidense publicada entre 1981 y 1991 por Thomas Hoving. Esta revista, fundada en 1901 en el Reino Unido, se centraba en el arte, antigüedades, coleccionismo, diseño y otros temas relacionados con el lujo y el conocimiento cultural. Publicaba artículos sobre piezas de arte, muebles antiguos, objetos de colección y ofrecía información valiosa para los conocedores en diversos campos.